# اسلوپ کلاس نیمف
اسلوپ کلاس نیمف (به انگلیسی: Nymphe-class sloop) یک کلاس از اسلوپ‌ها است که طول آن ۱۹۵ فوت (۵۹ متر) می‌باشد.